# De Volewijckers
Maillots
Le Amsterdamsche Voetbal Vereniging De Volewijckers, plus couramment abrégé en De Volewijckers, est un ancien club néerlandais de football fondé en 1er novembre 1920 et disparu en 2013, basé dans le nord d'Amsterdam.
Équipe emblématique d'Amsterdam, elle remporte le championnat en 1944 et devient professionnelle en 1954. Pensionnaire régulière de l'Eredivisie et des autres divisions professionnelle, elle est la dernière équipe championne de la Tweede Divisie, 3e échelon professionnel, en 1971. La section professionnelle fusionne ensuite avec celles de Blauw-Wit et de DWS en 1974 pour donner naissance au FC Amsterdam.
Le club continue d'exister en tant que club amateur et disparaît en 2013 à la suite d'une fusion avec DWV pour devenir le DVC Buiksloot, qui prend le nom de ASC De Volewijckers en 2019.

## Histoire
En 1943, le stade du Mosveld est touché par un bombardement allié et l'occupant allemand interdit la tenue de matchs sur le terrain.
En 1944 le club est sacré champion des Pays-Bas. Le match du titre se joue face à Heerenveen devant 30 000 supporters. Ce match se joue au Stade olympique et attire un nombre très important de spectateurs dans un contexte tendu, en raison donc des risques de bombardement aériens. Le match contre Heerenveen avait déjà commencé à être joué quelques mois plus tôt au Stadion De Meer, où il avait été interrompu après une dizaine de minutes à la suite d'une alerte.
De 1961 à 1963 le club évolue en Eredivisie.
Après la fusion de la section professionnelle au sein du FC Amsterdam, le club continue indépendamment dans les championnats amateurs et disparaît en 2013.